# Fiala Tibor
Fiala Tibor (Budapest,1951. március 9. – Budapest, 2011. augusztus 18.) matematikus, egyetemi docens.

## Életútja
1975-ben az ELTE matematikus szakon kitüntetéses diplomával végzett, 1976-ban ugyanott megkapta a Felsőoktatási Tanulmányi Érdemérmet. 1975-től négy évig a Bánki Donát Gépipari Műszaki Főiskolán dolgozott tanársegédi beosztásban. Ezt követően az Országos Tervhivatal Számítóközpontja keretében, illetve később az Országos Vezetőképző Központ keretében működő Rendszeranalízis Osztály munkatársa volt. Az Osztály megszűnése után az ELTE Numerikus Analízis Tanszékének adjunktusa, később a Közgazdaságtudományi (későbbi nevén Corvinus) Egyetem docense volt.
Az Ütemezési algoritmusok című doktori értekezését 1979-ben védte meg, és nyerte el az egyetemi doktori címet. Nagyon figyelemre méltó eredménye, hogy a Mathematics of Operations Research című folyóiratban 1983-ban megjelent cikkében megmutatta, hogy az open-shop probléma rögzített gépszám és korlátos műveleti idők esetén nem NP-teljes, hanem polinom-algoritmussal megoldható. Olyan hatékony algoritmust készített, amely nagyszámú munkadarab esetén állásidő nélküli ütemezést biztosít.
A Farkas Gyula Emlékdíj I. fokozatával tüntették ki 1980-ban.

## Művei

### Könyvek, egyetemi jegyzetek
- Kombinatorikus optimalizálás, BCE Operációkutatás és Aktuáriustudományok Tanszék, Budapest, 1980, ISBN 978-963-503-443-7.
- Táblázatkezelés menedzserek részére, Budapesti Közgazdaságtudományi Egyetem Vezetőképző Intézet, Budapest, 1996.
- Pénzügyi modellezés Excellel, Kossuth Kiadó, Budapest, 1999, 192 oldal.
- Matematika III. (Vektoralgebra, Vektoranalízis) főiskolai jegyzet, Műszaki Könyvkiadó, 1979.
- Ütemezési algoritmusok. Egyetemi doktori értekezés 1979.

### Cikkei (válogatás)
Számos publikációja jelent meg részben hazai, de főleg külföldi folyóiratokban (Szigma, Discrete Applied Mathematics, Mathematics of Operations Research, Numerische Mathematik, Linear Algebra and its Applications stb.).
- Közelítés algoritmus a három gép problémára, Alkalmazott Matematikai Lapok 3 (1977) 389–398.
- Nemesszeghy–Fiala; Háromértékű elektronikus logikai áramkörök, Híradástechnika XXIV. évf. 1. sz. 13–19. (1978).
- Termelésirányítás vektoralgebrai módszerrel. Bánki Közlemények, 1979/1. 57–65.
- Fekete–Fiala– Pallinger–Schubert; A hazai erőműrendszer villamosenergia-termelésének és tüzelőanyag-elosztásának együttes optimalizációja Bánki Donát GM F Jubileumi Kiadványai (1979).
- An algorithm for the Open shop problem, Mathematics of Operations Research, Vol. 8, No. 1 (Feb., 1983), pp. 100–109.
- J. Beck–T. Fiala; "Integer making" theorems. Discrete Applied Mathematics, Vol. 3, No. 1, February 1981, pp. 1–8
- T. Fiala: On the monotonity of incomplete factorization, Numer. Math. 57 (1990), no. 5, 473–479.